# Kosów Lacki (gmina)
Kosów Lacki (daw. gmina Ko(s)sów) – gmina miejsko-wiejska w województwie mazowieckim, w powiecie sokołowskim. W latach 1975–1998 gmina położona była w województwie siedleckim.
Siedziba gminy to Kosów Lacki.
Według danych z 30 czerwca 2004 gminę zamieszkiwały 6784 osoby.

## Struktura powierzchni
Według danych z roku 2002 gmina Kosów Lacki ma obszar 200,17 km², w tym:
- użytki rolne: 64%
- użytki leśne: 27%

Gmina stanowi 17,69% powierzchni powiatu.

## Demografia

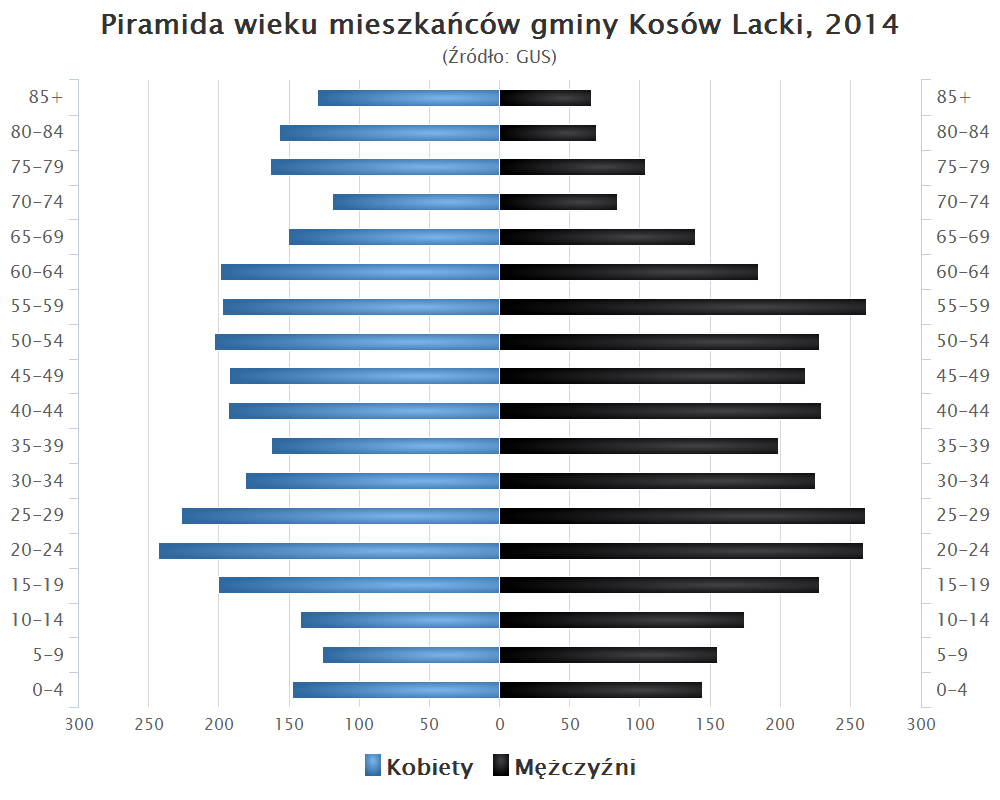
Piramida wieku mieszkańców gminy Kosów Lacki w 2014 roku

Dane z 30 czerwca 2004:
| Opis                              | Ogółem | Ogółem | Kobiety | Kobiety | Mężczyźni | Mężczyźni |
| --------------------------------- | ------ | ------ | ------- | ------- | --------- | --------- |
| jednostka                         | osób   | %      | osób    | %       | osób      | %         |
| populacja                         | 6784   | 100    | 3377    | 49,8    | 3407      | 50,2      |
| gęstość zaludnienia (mieszk./km²) | 33,9   | 33,9   | 16,9    | 16,9    | 17        | 17        |

## Sołectwa
Albinów, Bojary, Buczyn Szlachecki, Chruszczewka Szlachecka, Chruszczewka Włościańska, Dębe, Dybów, Grzymały, Guty, Henrysin, Jakubiki, Kosów Ruski, Krupy, Kutyski, Łomna, Nowa Maliszewa, Nowa Wieś, Nowy Buczyn i Buczyn Dworski, Rytele Święckie, Sągole, Stara Maliszewa, Telaki, Tosie, Trzciniec Duży, Trzciniec Mały, Wólka Dolna, Wólka Okrąglik, Wyszomierz, Żochy.
Wsią bez statusu sołectwa jest Kosów-Hulidów.
Na terenie miasta  utworzono pięć osiedli: 800-lecia, Centrum, Słoneczne, Leśne i Nowe.

## Sąsiednie gminy
Ceranów, Małkinia Górna, Miedzna, Sabnie, Sadowne, Sokołów Podlaski, Sterdyń, Stoczek